# Distrito de Santa Eulalia
El distrito de Santa Eulalia (fundada como Santa Olalla de Acopaya) es uno de los treinta y dos que conforman la provincia de Huarochirí, ubicada en el departamento de Lima en el Perú. Se encuentra en la circunscripción del Gobierno Regional de Lima-Provincias.
Dentro de la división eclesiástica de la Iglesia Católica del Perú, pertenece a la Vicaría IV de la Diócesis de Chosica

## Historia

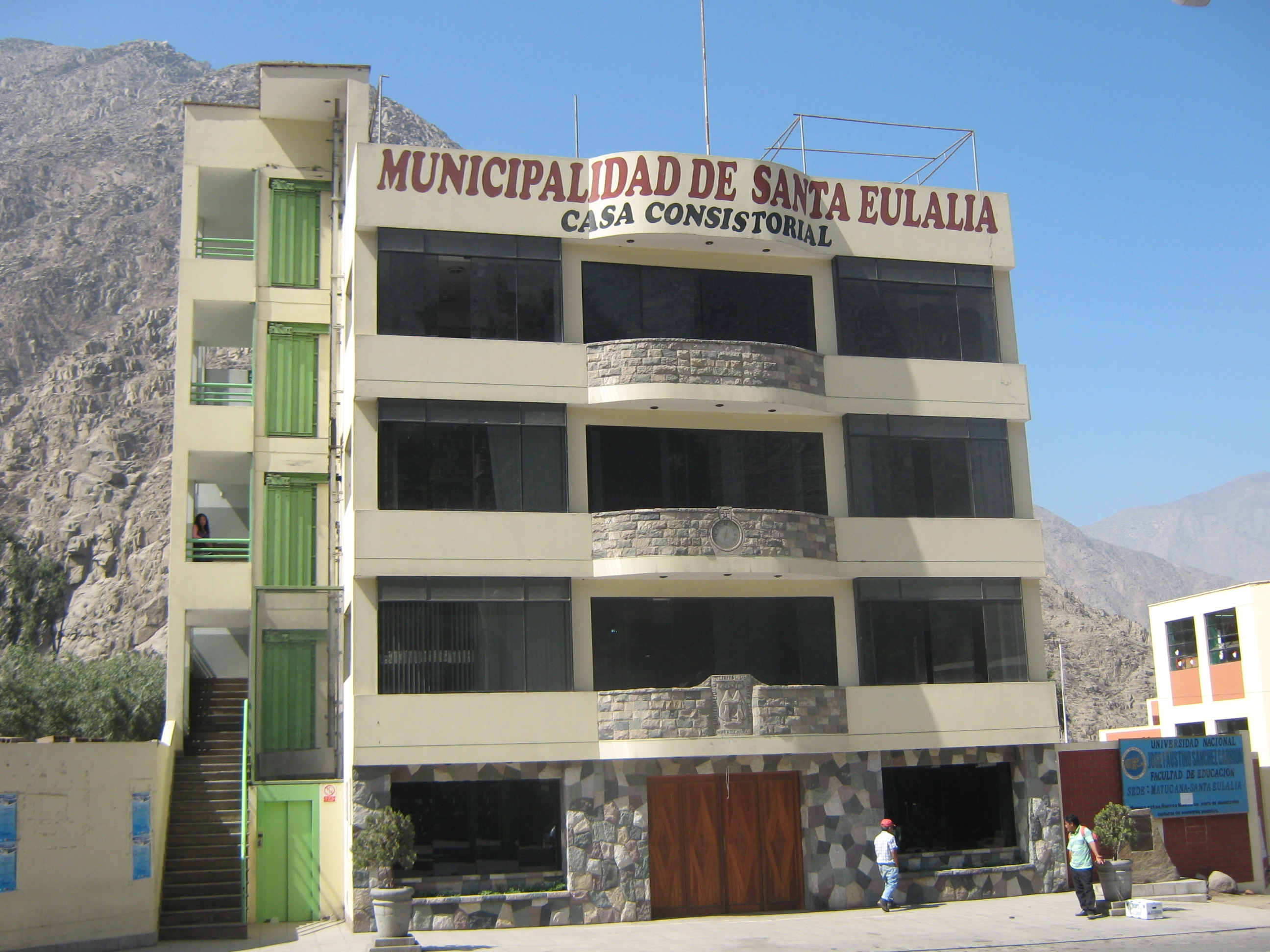
Casa Consistorial de la Municipalidad Distrital de Santa Eulalia.

Santa Eulalia fue uno de los once distritos que conformaron la provincia de Huarochirí a la fecha de su creación por decreto del 4 de agosto de 1821, durante el Protectorado del Libertador José de San Martín, junto a San Juan de Matucana, Santa María de Jesús de Huarochirí, Carampoma, San Pedro de Casta, el asiento minero de Yauli, San Mateo de Huánchor, San Lorenzo de Quinti, San Damián, San José de Chorrillos y Santo Domingo de los Olleros.

## Geografía

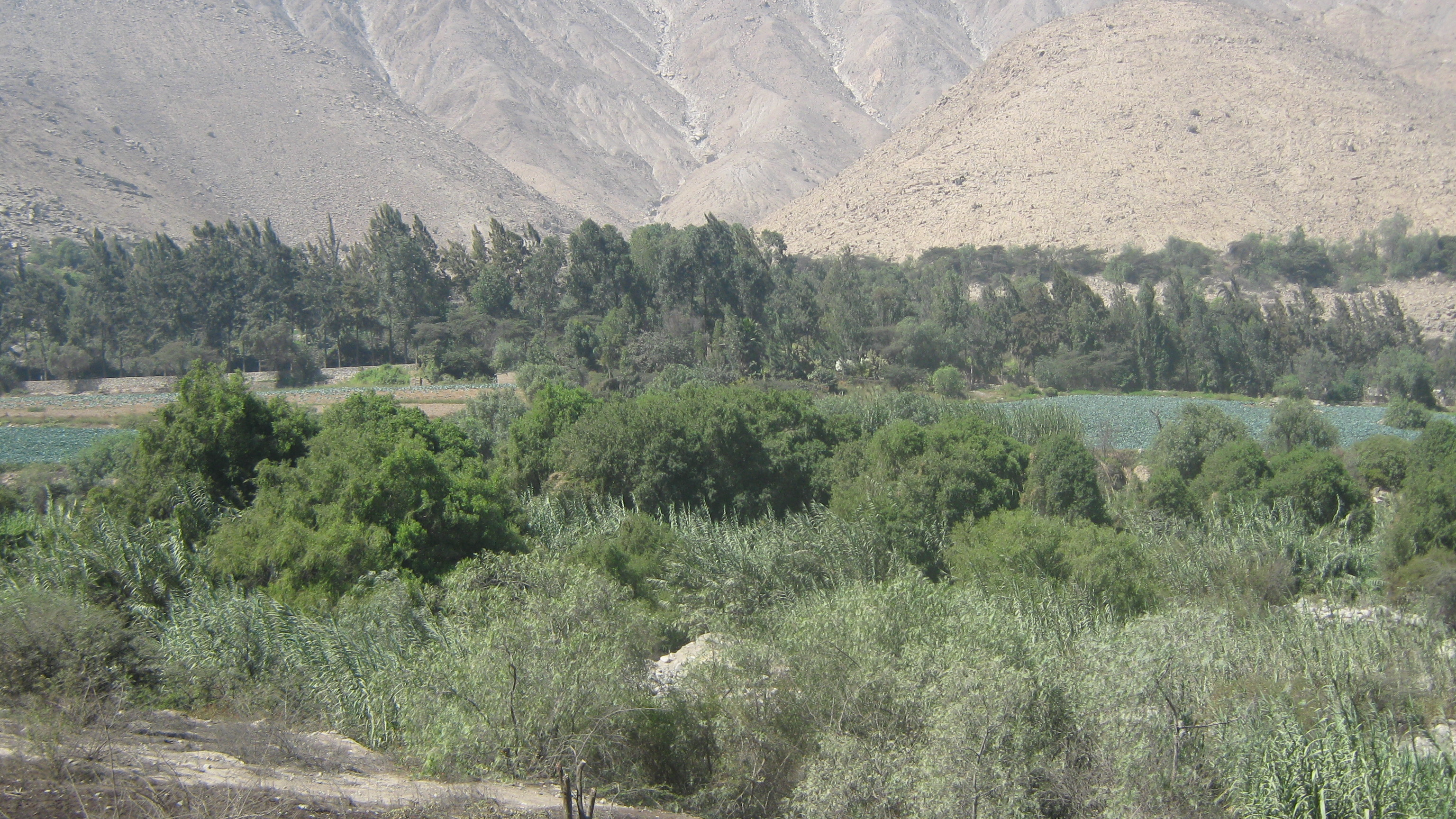
Vista del valle del río Santa Eulalia.

El distrito cuenta con una superficie territorial de 111,12 km² y una población aproximada de 11 800 habitantes.

## Autoridades

### Municipales
- 2019 - 2022[2]
  - Alcalde: Pedro William Gómez Gutarra, del Partido Democrático Somos Perú.
  - Regidores:

  1. Vilma Calderón Rosales (Partido Democrático Somos Perú)
  2. Andrés Edwin Lara Zacarías (Partido Democrático Somos Perú)
  3. Ana Lucía Jessel Luna Julián (Partido Democrático Somos Perú)
  4. Alexander Herminio Cajachagua Casas (Partido Democrático Somos Perú)
  5. María Consuelo Álvarez Chávez (Patria Joven)

Alcaldes anteriores
- 2015 - 2018:[3] Abel Arteaga Capcha, Movimiento Concertación para el Desarrollo Regional (CDR)
- 2011 - 2014:  David Sánchez García, Movimiento Fuerza 2011 (K).
- 2007 - 2010:[4] Elías Saturnino Toledo Espinoza, Movimiento Nueva Izquierda.
- 2003 - 2006: Elías Saturnino Toledo Espinoza, Movimiento descentralista Alternativa Huarochirana.
- 1999 - 2002: Elías Saturnino Toledo Espinoza, Movimiento independiente Opción Huarochirana.
- 1996 - 1998: Estela Martha León Requena, Lista independiente n.º 9 Izquierda Unida.
- 1993 - 1995: César Cobos Ruiz, Lista independiente Alternativa Huarochirana.
- 1990 - 1992: Elías Saturnino Toledo Espinoza, Alianza Izquierda Unida.
- 1987 - 1989: Félix Claudio Chumpitaz Flores, Partido Aprista Peruano.
- 1984 - 1986: Leonidas Gaudencio Orozco Castro, Alianza Izquierda Unida.
- 1981 - 1983: Leonidas Gaudencio Orozco Castro, Alianza Izquierda Unida.

### Policiales
- Comisaría de Santa Eulalia
  - Comisario: Mayor PNP Juan Carlos Huamani Garcia.[5]

## Festividades
- Festival de la Palta Fuerte
  - XVIII Festival de la Palta Fuerte (2015)